# Palazzo San Nicola

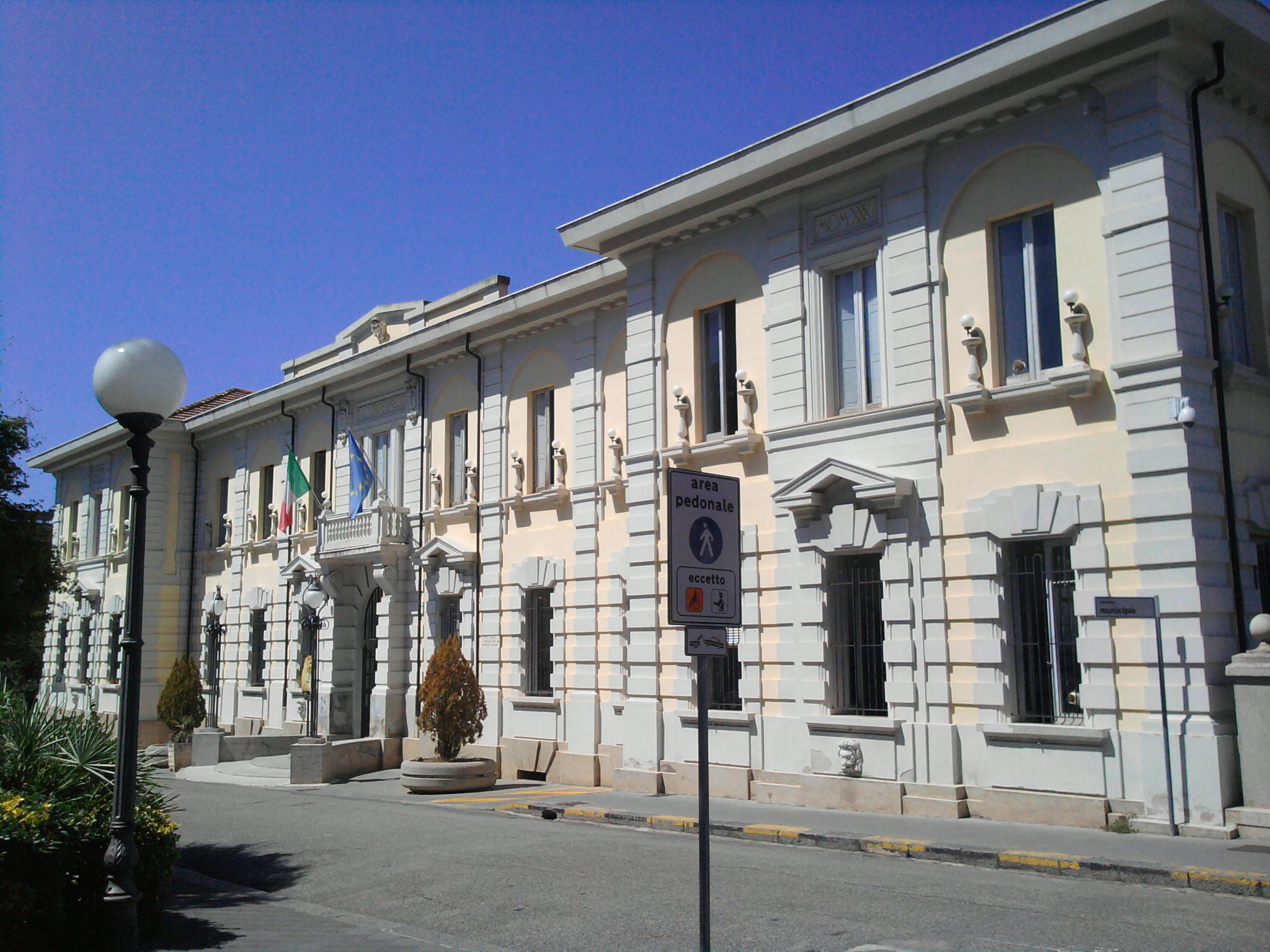
Palazzo San Nicola in Palmi

Der Palazzo San Nicola ist ein Palast im Stil des Neoklassizismus aus den 1930er-Jahren im historischen Zentrum von Palmi in der italienischen Region Kalabrien. Er liegt an der Piazza Municipio, 1. Dort ist die Stadtverwaltung untergebracht.

## Geschichte

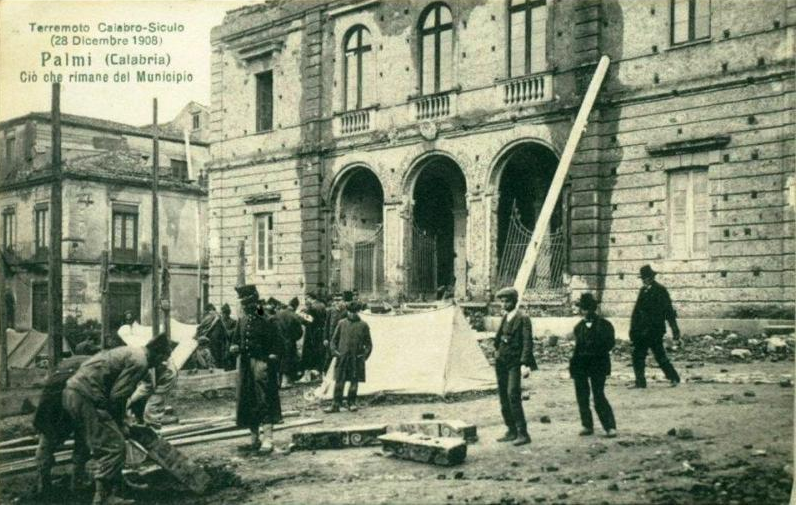
Das alte Rathaus, das beim Erdbeben 1908 beschädigt wurde

Das vorhergehende Gebäude aus dem 19. Jahrhundert, in dem u. a. die Räume des am 28. Juli 1889 per Dekret Nr. 6321 von König Umberto I. gegründeten Königlichen Gymnasiums, untergebracht waren, wurde am Abend des 16. November 1894 bei einem Erdbeben beschädigt. Deswegen war das Rathaus in Folge des Interesses des Abgeordneten Giovanni Bovi bis 1902 geschlossen.
Das Gebäude wurde beim Erdbeben am 28. Dezember 1908 erneut ernsthaft beschädigt. Nach dem Erdbeben wurden viele öffentliche Gebäude, die dabei beschädigt worden waren, abgerissen und neu aufgebaut, darunter auch das „Casa Comunale“ (dt.: Rathaus). Der neue Palast wurde in der Zeit zwischen 1915 und 1932 von ‚‚Vittorio Alberto Storchi‘‘ entworfen und sein Bau überwacht. 1932, im Jahre der Einweihung, wurde auch das Kriegerdenkmal im Vorgarten eingeweiht. An der Zeremonie am 10. Juni nahmen der Prinz von Piemont, Umberto von Savoyen und seine Gattin, Marie José von Belgien, teil. Mit der Realisierung des Werkes war der Bildhauer Michele Guerrisi betraut.
Gleich nach der Einweihung wurde in dem Gebäude die Gemeindebibliothek „Domenico Topa“ untergebracht, die ebenfalls nach dem Erdbeben neu aufgebaut worden war, und zwar unter der Leitung von Luigi Lacquaniti und mithilfe von Schenkungen von Francesco Cilea, Benedetto Croce, Francesco Pentimalli und Leonida Rapaci. In den folgenden Jahren beherbergte das Gebäude auch das Museo di Etnografia e Folklore „Raffaele Corso“ (ab 1955, später von der UNESCO als von internationaler Bedeutung erklärt und als das Bedeutendste seiner Art in Süditalien.), die Gipsoteca „Michele Guerrisi“ (ab 1960), das Museo musicale „Francesco Cilea e Nicola Monfroce“ (ab 1962), und das Antiquarium „Nicola De Rosa“. Alle diese Museen blieben bis 1982 im Palazzo San Nicola und wurden dann in das neu eingeweihte Casa della Cultura verlegt.
Am 30. April 2013 wurde vor dem Eingang zum Palast das Monumento al Lavoro eingeweiht, ein Werk des Künstlers Maurizio Carnevali; es steht an einem Ort, an dem früher ein alter Palmenbaum stand, der beim Wiederaufbau der Stadt nach 1908 als „Symbol der Ehre und des Sieges“ gepflanzt worden war.

## Beschreibung
Der Palast steht gegenüber der Kathedrale; sein Haupteingang liegt an der Piazza Municipio. Er hat einen Grundriss mit offenem Hof und besteht aus zwei Stockwerken. Die Fassaden mit glattem Bossenwerk bis unter die Gesimse schließen nach oben mit vorspringenden Dachschrägen ab. Über dem Portal ist der Balcone delle bandiere (dt.: Fahnenbalkon) angebracht, hinter dem der Versammlungssaal des Gemeinderates liegt. Im Außenbereich gibt es einen kleinen Innenhof.

## Bemerkenswertes
- Ein Foto des Palazzo San Nicola taucht in dem Buch von Arturo Tofanelli mit dem Titel Le opere del fascismo nel decennale aus dem Jahre 1934 auf.[12]
- An der Fassade des Palastes ist das Baudatum des Gebäudes in römischen Ziffern nach drei verschiedenen Kalendern angegeben. Angegeben sind das Jahr MCMXXXII (1932) nach dem gregorianischen Kalender, das Jahr X (10) nach dem faschistischen Kalender und das Jahr XXIV (24) nach einem Kalender, der sich auf die Zeit nach dem Erdbeben von 1908 bezieht.
- Nach einer Tradition während der Feierlichkeiten der Varia di Palmi, die 2013 zum mündlichen und immateriellen Erbe der Menschheit der UNESCO hinzugefügt wurden, hat der Bürgermeister die Aufgabe, der Stadt vom Balcone delle bandiere die Namen der drei Kinder zu verkünden, die Kandidaten bei der Wahl zur Animella der Varia sind. Bei den beiden letzten Ausgaben des Festes wurde diese Ankündigung auch zur Verkündung der Kandidatennamen für die Wahl des Padreterno der Varia gemacht.